# 罗老宇宙中心
罗老宇宙中心（韓語：나로우주센터）是韩国第一个航天发射场，位于全罗南道高興郡的羅老群島，隸屬於韓國航空宇宙研究院。
羅老宇宙中心位於首爾南方485公里的地方。羅老宇宙中心擁有一個發射台、控制塔、火箭裝配和測試設施、衛星控制測試及組裝設施、媒體中心、電力站、太空體驗館及著陸場。
2016年10月，韩国航天研究学会（KARI）的KSLV-II运载火箭，進行7吨级火箭发动机短期点火测试、75吨级火箭发动机短期点火测试。

## 外部連結
- 罗老宇宙中心官方网站 （英文）
- Public relations website by Goheung County
- Korea's space program to blast off as space center nears completion []